# Shannon Miller
Shannon Miller (Rolla, Estats Units, 10 de març de 1977) és una gimnasta artística nord-americana, ja retirada, guanyadora de set medalles olímpiques. És la segona gimnasta estatunidenca amb més medalles olímpiques, superada per Simone Biles el 2024. Amb un total de 16 medalles entre campionats del món i Jocs Olímpics entre 1991 i 1996, també és la segona gimnasta de qualsevol sexe amb més medalles, superada només per Biles.

## Carrera esportiva
Va participar, als 15 anys, en els Jocs Olímpics d'Estiu de 1992 celebrats a Barcelona (Catalunya), on es va convertir en l'esportista nord-americana més guardonada en aquests Jocs en guanyar cinc medalles. Guanyà la medalla de plata en la prova individual i en la prova de barra d'equilibris i la medalla de bronze en les proves per equips, exercici de terra i de barres asimètriques. Així mateix finalitzà sisena en la prova de salt sobre cavall, guanyant així un diploma olímpic.
En els Jocs Olímpics d'Estiu de 1996 realitzats a Atlanta (Estats Units) aconseguí guanyar la medalla d'or en la prova per equips així com en la barra d'equilibris. Així mateix fou vuitena en la prova de salt sobre cavall i en la prova individual, guanyant sengles diplomes olímpics.
Al llarg de la seva carrera ha guanyat nou medalles en el Campionat del Món de gimnàstica artística, entre elles cinc medalles d'or, i cinc medalles en els Jocs Panamericans de 1995.